# Stylosanthes
Genre
Classification phylogénétique
Stylosanthes est un genre de plantes à fleurs de la famille des Fabaceae. Il regroupe environ 110 espèces.

## Liste d'espèces
Selon ITIS :
- Stylosanthes biflora (L.) B.S.P.
- Stylosanthes calcicola Small
- Stylosanthes erecta Beauv.
- Stylosanthes fruticosa (Retz.) Alston
- Stylosanthes hamata (L.) Taub.
- Stylosanthes humilis Kunth
- Stylosanthes scabra Vog.
- Stylosanthes subsericea Blake
- Stylosanthes viscosa (L.) Sw.